# Червено знаме
Червеното знаме е един от символите на революционната борба (за първи път е използвано като такъв символ по време на Парижката комуна). По-общото значение на символа е предупреждение за опасност, например при извънредно положение.
Широко е използвано в хералдиката на СССР, НРБ и другите социалистически страни. Името
„Червено знаме“ са носили най-високи държавни отличие, редица предприятия, организации, обекти.

## Знамена
- Знаме на СССР

## Ордени

### Съветски съюз
- „Червено знаме“
- „Червено знаме на труда“

### България
- „Червено знаме“
- „Бойно червено знаме“
- „Червено знаме на труда“

## Други
- Спортен комплекс „Червено знаме“
- ЦСКА „Червено знаме“ – спортен клуб
- „Червено знаме“, София – спортен клуб
- „Червено знаме“, улица в квартал „Надежда I“ в София (Карта)
- „Червено знаме“, български вестник, излизал в 1919 година в Будапеща, орган на местните комунисти
- „Червено знаме“, български вестник, излизал в 1919 - 1926 година в Плевен, орган на БРСДП (об.)
- „Червено знаме“, български вестник, излизал между 1919 и 1923 година в Кюстендил, орган на БРСДП (об.)
- „Червено знаме“, български вестник, излизал в 1926 - 1936 година, орган на БКМС
- „Червено знаме“, български вестник, излизал в 1936 година, орган на Българската комфракция